# Закон Об авторском праве 1956

Герб Великобритании

Закон Об авторском праве 1956 — закон парламента Соединенного Королевства, который получил королевскую санкцию 5 ноября 1956 года. Закон Об авторском праве 1956 расширил закон Об авторском праве в Великобритании и был принят в целях приведения закона об авторском праве Великобритании в соответствии с международным законом Об авторском праве и технологических разработках.
В Великобритании, как и в США, еще до принятия закона об авторском праве 1988 года, с точки зрения судебной практики правовая охрана программам для компьютеров предоставлялась на основании Закона об авторском праве 1956 года как объектам авторского права, так как признавалось, что они отвечают критериям охраноспособности произведения.

## Содержание
Закон Об авторском праве 1956 Великобритании состоит из 9 частей и нескольких разделов.
В первом разделе первой части рассматривается сама природа авторского права, во второй и последующих — авторское право на литературные, драматические и музыкальные произведения, авторское право на художественные произведения, собственность авторского права на литературные, драматические, музыкальные и художественные произведения, нарушения по импорту, продаже и других сделках.
Раздел 6 включает в себя исключения из охраны литературных, драматических и музыкальных произведений, последующие разделы — специальные исключения в отношениях библиотек и архивов, специальное исключение в отношении записей музыкальных произведений, общие исключения из охраны художественных произведений, специальное исключение в отношении промышленных образцов. рассматриваются произведения анонимные и написанные в соавторстве.
Во второй части описывается авторское право на звукозаписи, кинофильмы, передачи и т. д., включая разделы:
- Авторское право на звукозаписей.
- Авторское право на кинематографии фильмов.
- Авторское право на телевизионные трансляции и звуковые передач.
- Авторское право на опубликованных изданий произведений.
- Дополнительные положения для целей части II.

В третьей части описано нарушения авторских прав, включая:
- Действия владельца авторского права за выявленное нарушение.
- Права владельца авторского права в отношении контрафактных экземпляров и т. д.
- Нарушения авторских условий исключительной лицензии.
- Доказательство фактов в авторских действиях.
- Штрафы и сводные разбирательство в отношении сделок, которые нарушают авторские права.
- Предоставление для ограничения импорта печатных копий.

В части четвертой описано судопроизводство, касающееся наказания, за нарушения авторских прав. В этой части определяется «исключительная лицензия», означающая лицензию в письменном виде, подписанную от имени владельца или потенциального владельца авторского права, разрешающая лицензиату, за исключением всех других лиц, в том числе лица, предоставляющего лицензии, осуществить право, которое в силу этого Закона будет (кроме лицензии) исполнено владельцем авторского права.

## Штрафы
Закон Об авторском праве 1956 предполагает наказание за его нарушение. согласно закону лицо, виновное в совершении преступления, предусмотренного законом:
- если это его первый приговор в совершении преступления в соответствии с настоящим — секции, подлежит наказанию в виде штрафа в размере не более чем на сорок шиллингов за каждую статью, к которой относится преступление;
- в любом другом случае, подлежит такому штрафу, или лишением свободы на срок, не превышающий двух месяцев: при условии, что штраф, наложенный на основании этого пункта не должна превышать пятьдесят фунтов в отношении статей, содержащихся в той же транзакции.
- Лицо, виновное в совершении преступления, предусмотренного п (3) или подраздел (5) раздела III закона по суммарному обвинительному приговору:
  - если это его первый приговор в совершении преступления по этому разделу, подлежит наказанию в виде штрафа, не превышающего пятьдесят фунтов;
  - в любом другом случае, подлежит такому наказанию как лишение свободы на срок, не превышающий двух месяцев.

## Примечание
1. ↑  Coyle, Michael (23 апреля 2002). The History of Copyright. Lawdit. Архивировано 28 декабря 2010. Дата обращения: 6 марта 2010.